# Watzendorf (Gemeinde Atzenbrugg)
Watzendorf ist eine Ortschaft in der Katastralgemeinde Hütteldorf der Marktgemeinde Atzenbrugg, Niederösterreich.

## Geografie
Das Straßendorf befindet sich zwei Kilometer westlich von Hütteldorf und wird durch die Landesstraße 2208 erschlossen. Es besteht aus einigen kleinen Gehöften.

## Geschichte
Laut Adressbuch von Österreich waren im Jahr 1938 in Watzendorf zwei Gastwirte mit Fremdenzimmer, ein Viktualienhändler, ein Zahntechniker und einige Landwirte ansässig.